# バン・ズーム・クレイジー・ハロー
『バン・ズーム・クレイジー・ハロー』（原題：Bang, Zoom, Crazy...Hello）は、アメリカ合衆国のロック・バンド、チープ・トリックが2016年に発表した作品である。

## 概要
前作より約7年振りに発表されたオリジナル・アルバムであり、バン・E・カルロスに代わりリック・ニールセンの息子ダックスがバンドに参加してから初めて発表されたアルバムである。

## 収録曲
| #   | タイトル                                                                      | 作詞・作曲 | 時間 |
| --- | ----------------------------------------------------------------------------- | --- | ---- |
| 1.  | 「ハート・オン・ザ・ライン - "Heart On The Line"」                            | リック・ニールセン、ロビン・ザンダー、トム・ピーターソン、ダックス・ニールセン、ジュリアン・レイモンド、グレッグ・ジェフリア | 4:19 |
| 2.  | 「ノー・ダイレクション・ホーム - "No Direction Home"」                        | R・ニールセン、ザンダー、ピーターソン、レイモンド                                                                            | 3:44 |
| 3.  | 「ホエン・アイ・ウェイク・アップ・トゥモロウ - "When I Wake Up Tomorrow"」    | R・ニールセン、ザンダー、ピーターソン、レイモンド                                                                            | 3:27 |
| 4.  | 「ドゥ・ユー・ビリーヴ・ミー? - "Do You Believe Me?"」                        | R・ニールセン、ザンダー、ピーターソン、D・ニールセン、レイモンド                                                             | 4:25 |
| 5.  | 「ブラッド・レッド・リップス - "Blood Red Lips"」                             | R・ニールセン、ザンダー、ピーターソン、レイモンド                                                                            | 2:57 |
| 6.  | 「シング・マイ・ブルース・アウェイ - "Sing My Blues Away"」                   | R・ニールセン、ザンダー、ピーターソン、レイモンド                                                                            | 3:26 |
| 7.  | 「ロール・ミー - "Roll Me"」                                                  | R・ニールセン、ザンダー、ピーターソン、D・ニールセン、レイモンド                                                             | 2:57 |
| 8.  | 「ジ・インクラウド - "The In-Crowd"」                                         | ビリー・ペイジ | 3:51 |
| 9.  | 「ロング・タイム・ノー・シー・ヤ - "Long Time No See Ya"」                    | R・ニールセン、ザンダー、ピーターソン、D・ニールセン、レイモンド                                                             | 2:54 |
| 10. | 「ザ・サン・ネヴァー・セッツ - "The Sun Never Sets"」                         | R・ニールセン、ザンダー、ピーターソン、レイモンド                                                                            | 4:00 |
| 11. | 「オール・ストラング・アウト - "All Strung Out"」                             | R・ニールセン、ザンダー、ピーターソン、レイモンド                                                                            | 3:18 |
| 12. | 「アラベスク - "Arabesque"」(日本盤ボーナス・トラック)                        | R・ニールセン、ザンダー、ピーターソン、レイモンド                                                                            | 2:47 |
| 13. | 「アイド・ギヴ・イット・アップ - "I’d Give It Up"」(日本盤ボーナス・トラック) | R・ニールセン、ザンダー、ピーターソン、レイモンド                                                                            | 3:46 |

## パーソネル
- ロビン・ザンダー - リード・ボーカル
- リック・ニールセン - ギター、バック・ボーカル
- トム・ピーターソン - ベース、バック・ボーカル
- ダックス・ニールセン - ドラムス、バック・ボーカル